# Arrondissement de Wanzleben (1952-1994)

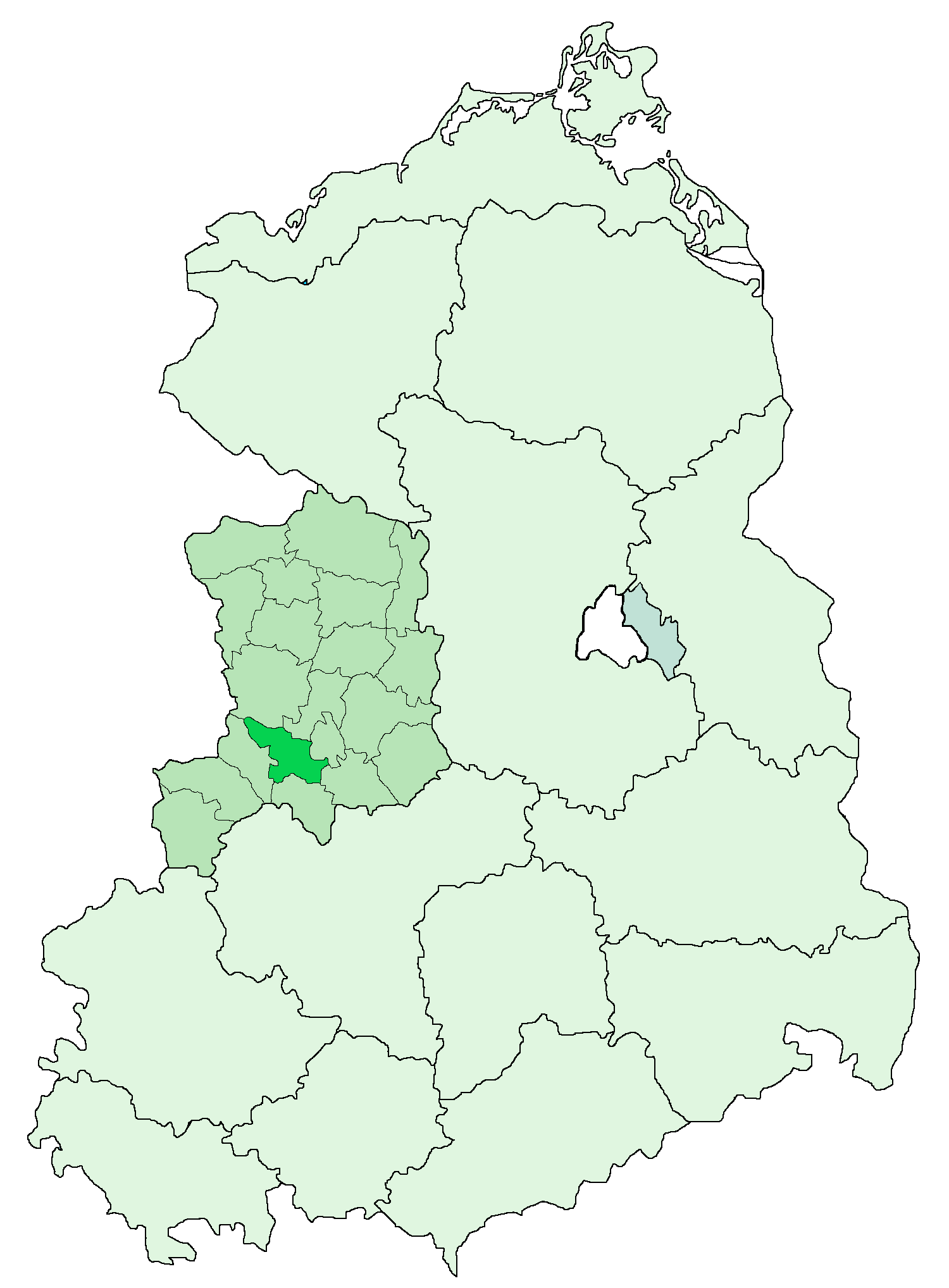
carte de l'arrondissement de Wanzleben

L'arrondissement de Wanzleben est un arrondissement du district de Magdebourg en Allemagne de l'Est puis du Saxe-Anhalt de 1990 à 1994. Son territoire se situe aujourd'hui dans l'arrondissement de la Börde en Saxe-Anhalt. Le siège de l'administration de l'arrondissement est à Wanzleben.

## Géographie
L'arrondissement de Wanzleben est dans le Magdeburger Börde à l'ouest de Magdeburg. Commençant dans le sens des aiguilles d'une montre au nord, il borde les arrondissements d'Haldensleben (de), Wolmirstedt (de), Magdebourg, Schönebeck (de), Staßfurt et Oschersleben (de).

## Histoire
Le 25 juillet 1952, il y a une réforme administrative globale en RDA, au cours de laquelle, entre autres, les États de la RDA perdent leur importance et de nouveaux districts sont créés. L'ancien arrondissement de Wanzleben donne des communes aux arrondissements d'Halberstadt (de), Oschersleben (de) et Staßfurt. Le nouveau arrondissement de Wanzleben, basé à Wanzleben, est formé à partir de la zone d'arrondissement restante avec des parties des arrondissements d'Haldensleben et Wolmirstedt. Le district est affecté au district nouvellement formé de Magdebourg.
À l'occasion de la réunification des deux États allemands, l'arrondissement est attribué à l'État rétabli de Saxe-Anhalt en 1990. Avec la première réforme d'arrondissement en Saxe-Anhalt, qui a lieu le 1er juillet 1994, il est fusionné avec l'arrondissement de la Börde (de)

## Évolution de la démographie
| Année     | 1960   | 1971   | 1981   | 1989   |
| Habitants | 55 517 | 48 630 | 43 787 | 41.137 |

## Villes et communes
Après la réforme administrative de 1952, les villes et communes suivantes appartiennent à l'arrondissement de Wanzleben : 
| - Altenweddingen - Ampfurth - Bahrendorf - Bergen - Beyendorf - Bottmersdorf - Dodendorf - Domersleben | - Drackenstedt - Dreileben - Druxberge - Eggenstedt - Eilsleben - Groß Germersleben - Groß Rodensleben - Hadmersleben, ville | - Hohendodeleben - Klein Oschersleben - Klein Rodensleben - Klein Wanzleben - Langenweddingen - Osterweddingen - Ovelgünne - Peseckendorf | - Remkersleben - Schwaneberg - Seehausen, ville - Sülldorf - Ummendorf - Wanzleben, ville - Wefensleben - Wormsdorf |

## Entreprises
Les entreprises importantes comprennent:
- Sucrerie VEB Klein Wanzleben
- VEB Grain Management Wanzleben
- Semences et plants VEB Klein Wanzleben
- Union brassicole et malterie VEB Hadmersleben
- VEB Hydraulique Seehausen

## Transports
L'autoroute Marienborn – Berliner Ring passe devant la limite nord de l'arrondissement. La F 71 de Magdebourg via Dodendorf à Halle-sur-Saale, la F 81 de Magdebourg via Langenweddingen à Halberstadt, la F 245 de Halberstadt via Ummendorf à Haldensleben et la F 246a d'Eilsleben via Wanzleben jusqu'à Burg passent toutes dans l'arrondissement
Les lignes ferroviaires Marienborn-Eilsleben-Magdebourg (de), Magdebourg-Hadmersleben-Thale (de), Blumenberg-Schönebeck (de), Eilsleben-Wanzleben-Blumenberg et Eilsleben-Haldensleben (de) traversent l'arrondissement.

## Plaque d'immatriculation
Les véhicules à moteur (à l'exclusion des motos) et les remorques se voient attribuer des marques distinctives à trois lettres commençant par les paires de lettres HW et MW d'environ 1974 à la fin de 1990.  La dernière série de plaques d'immatriculation utilisée pour les motos était HW 00-01 à HW 17-25.
Début 1991, l'arrondissement reçoit le signe distinctif WZL. Il est délivré jusqu'au 30 juin 1994. Depuis le 27 novembre 2012, il est disponible dans l'arrondissement de la Börde à la suite de la libéralisation des plaques d'immatriculation.